# Georgetown (Maine)

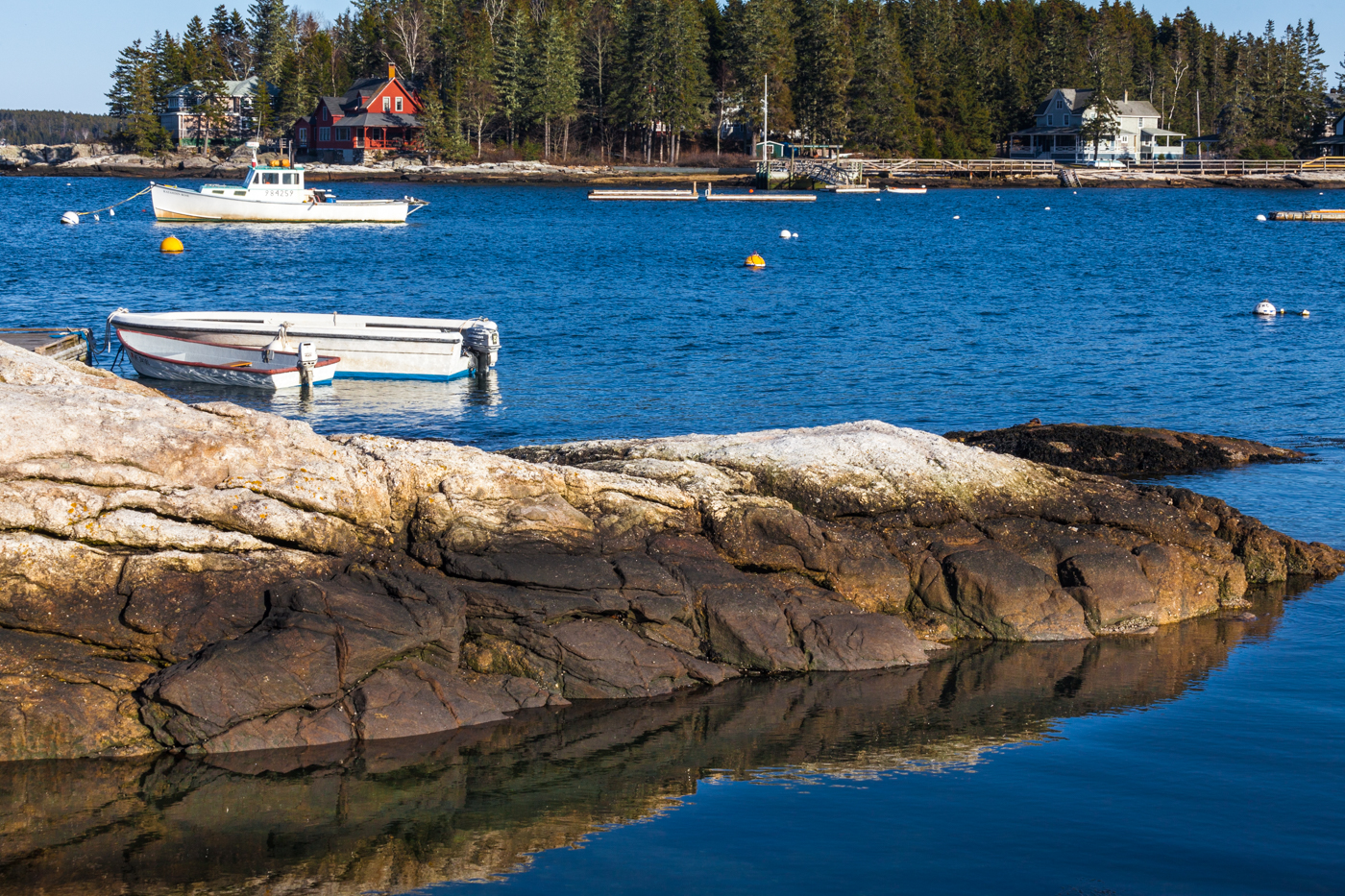
Puerto Five Islands (Five Islands Harbor)

Georgetown es un municipio ubicado en el condado de Sagadahoc, Maine, Estados Unidos. Tiene una población estimada, a mediados de 2021, de 1074 habitantes.
Localizado en una isla accesible por automóvil, es un destino popular para turistas, artistas y jubilados. Las oportunidades de recreación abundan e incluyen doce áreas de conservación y el Parque Estatal Reid.

## Geografía
La localidad está ubicada en las coordenadas 43°42′30″N 69°45′28″O / 43.70833, -69.75778. Según la Oficina del Censo de los Estados Unidos, Georgetown tiene una superficie total de 167.19 km², de la cual 48.13 km² corresponden a tierra firme y 119.06 km² son agua.

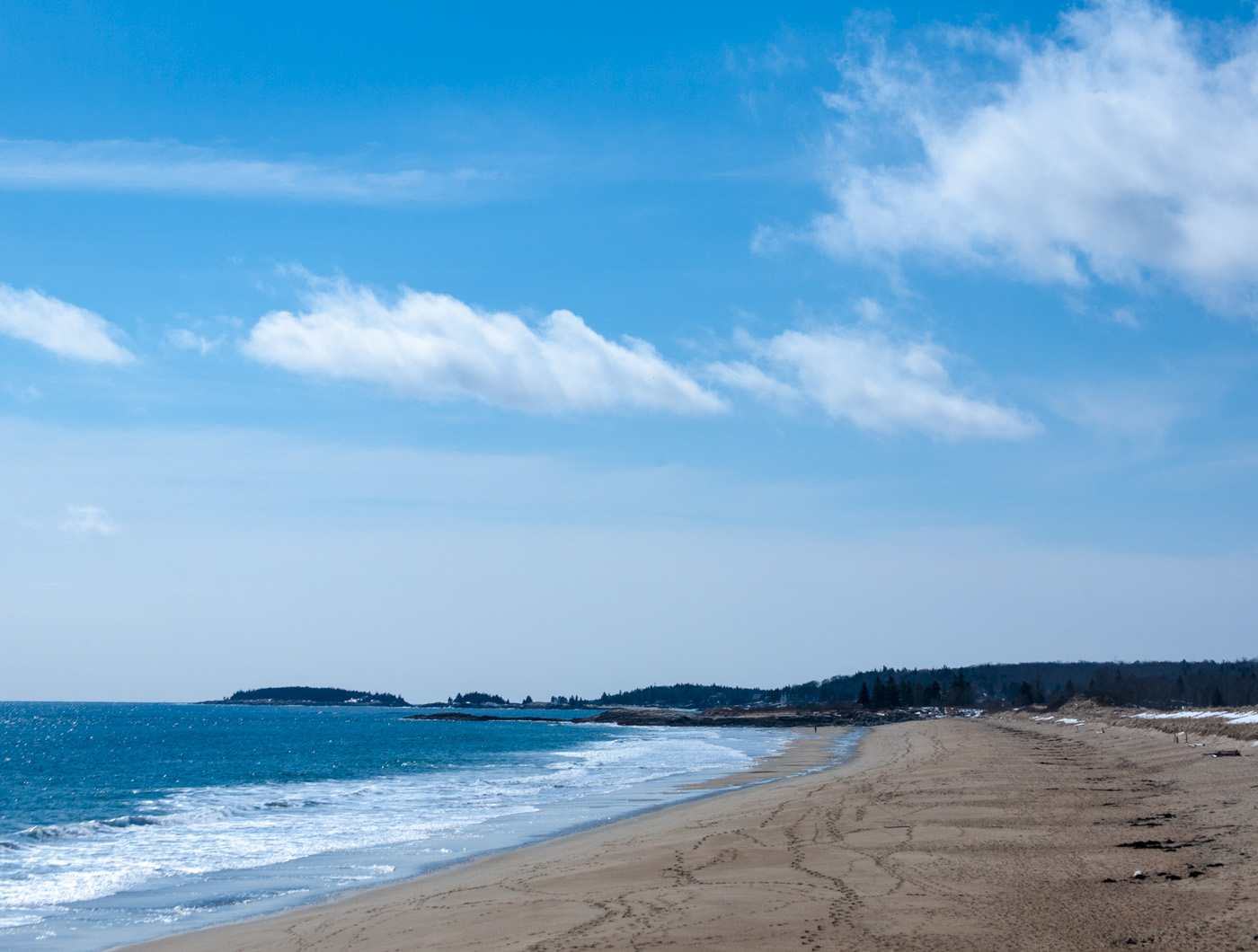
Parque Estatal Reid (Reid State Park)

## Demografía
Según el censo de 2020, en ese momento había 1058 personas residiendo en Georgetown. La densidad de población era de 22.0 hab./km². El 94.99% de los habitantes eran blancos, el 0.28% eran afroamericanos, el 0.38% eran amerindios, el 0.85% eran asiáticos, el 0.47% eran de otras razas y el 3.02% eran de una mezcla de razas. Del total de la población, el 1.42% eran hispanos o latinos de cualquier raza.